# Sääksjärvi (sjö i Päijänne-Tavastland)
Sääksjärvi är en sjö i kommunen Sysmä i landskapet Päijänne-Tavastland, i den södra delen av Finland, 150 km norr om huvudstaden Helsingfors. Sääksjärvi ligger 106,9 meter över havet. Arean är 2,26 kvadratkilometer och strandlinjen är 12,45 kilometer lång. Sjön  ingår i Kymmene älvs huvudavrinningsområde.   I omgivningarna runt Sääksjärvi växer i huvudsak blandskog.